# Лєтній рудник
Лєтній рудник – колишнє гірничодобувне підприємство у Оренбурзькій області Росії.
В 2000-му на Лєтнєму родовищі почали споруджувати кар’єр, який того ж року видав перші тони руди. Пік видобутку припав на 2004 – 2006 роки, коли щорічно отримували біля 1 млн тон. У підсумку кар’єр досягнув глибини у 170 метрів.
В 2007-му почалось будівництво підземного рудника, який мав потужність біля 0,2 млн тон на рік та досягнув горизонту у 260 метрів. Підземна розробка тривала з 2012 по 2018 роки.
Всього з Лєтнєго за весь період розробки було вилучено 228 тисяч тон міді та 96 тисяч тон цинку.
Видобута руда надходила на Гайську збагачувальну фабрику.
Розробку родовища провадив Гайський гірничо-збагачувальний комібнат, що належить до групи Уральської гірничо-металургійної компанії.